# FinePix S1 Pro

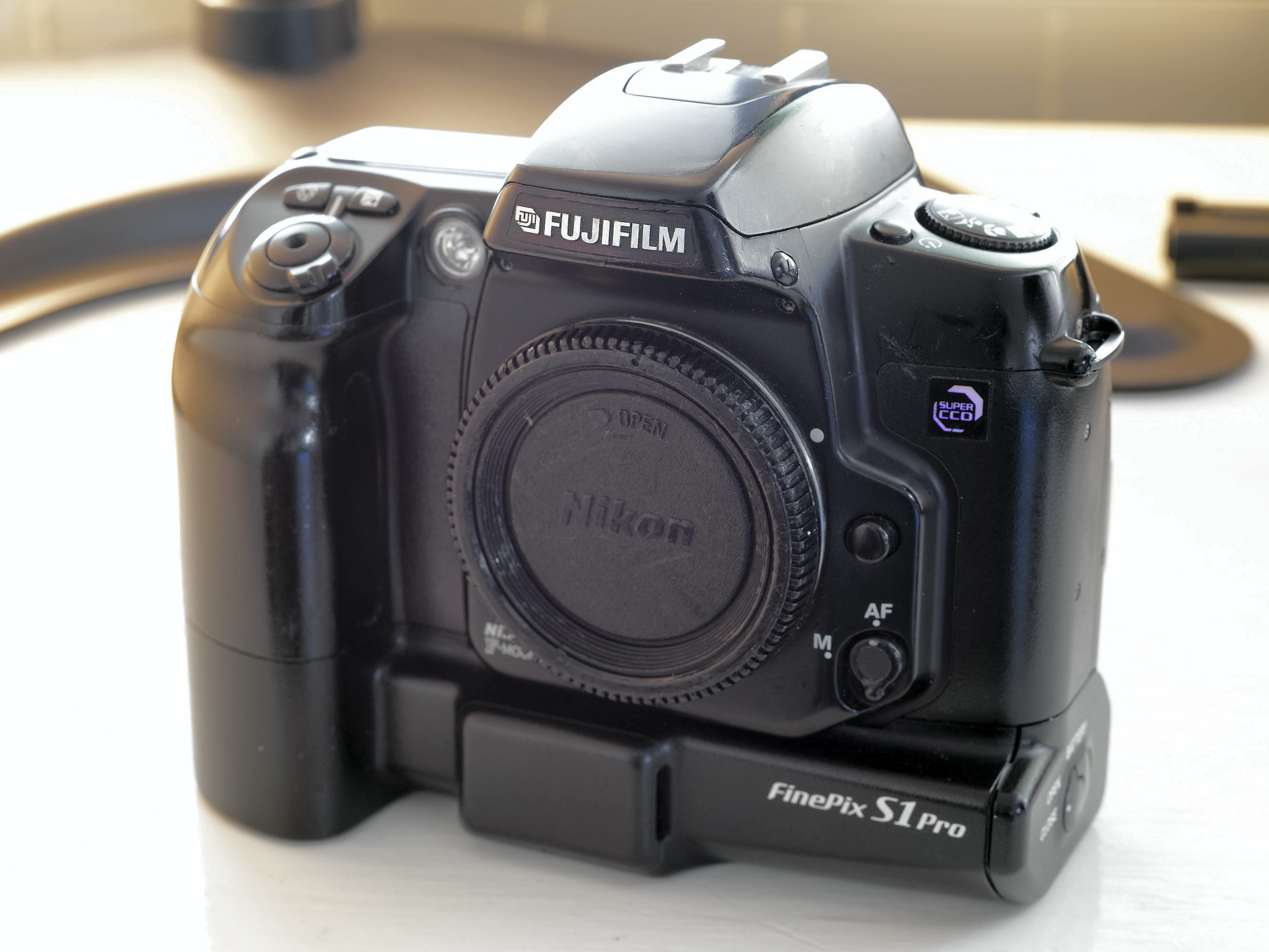
Fujifilm FinePix S1 Pro

FinePix S1 Pro — цифровий однооб'єктивний дзеркальний фотоапарат серії FinePix компанії Fujifilm. Анонсовано у січні 2000 року. Був заснований на плівковій камері Nikon F60 (Nikon N60 у США), яка була модифікована компанією Fujifilm з метою інтегрувати до неї ПЗЗ-матрицю власної розробки та необхідну електроніку. Завдяки використанню існуючої камери виробництва Nikon, Fujifilm FinePix S1 Pro отримав байонет Nikon F і таким чином був сумісний з більшістю об'єктивів, розроблених для 35 мм автофокусних плівкових камер Nikon. Фотоапарат мав автофокусування, контрольований електронікою фокальний затвор зі швидкістю спрацьовування від 30 сек. до 1/2000 сек., вбудований замір експозиції та вбудований фотоспалах. Світлочутливість матриці становила 320—1600 ISO. У січні 2002 року був замінений моделлю FinePix S2 Pro.
Основною відмінністю від ЦЗК Nikon була унікальна матриця з роздільною здатністю 3,1 млн. пікселів. Відома як Super CCD, вона унікальна тим, що фотодіоди в ній розташовані діагонально, а не горизонтально або вертикально, як у більшості фотоматриць. Це дозволило використовувати інтерполяцію для отримання на виході зображень з роздільною здатністю 6,2 млн пікселів. Реальна роздільна здатність зображень в такому інтерпольованому режимі знаходиться десь між 3,1 і 6,2 млн пікселів (ближче до першої цифри).